# 巴黎外方传教会

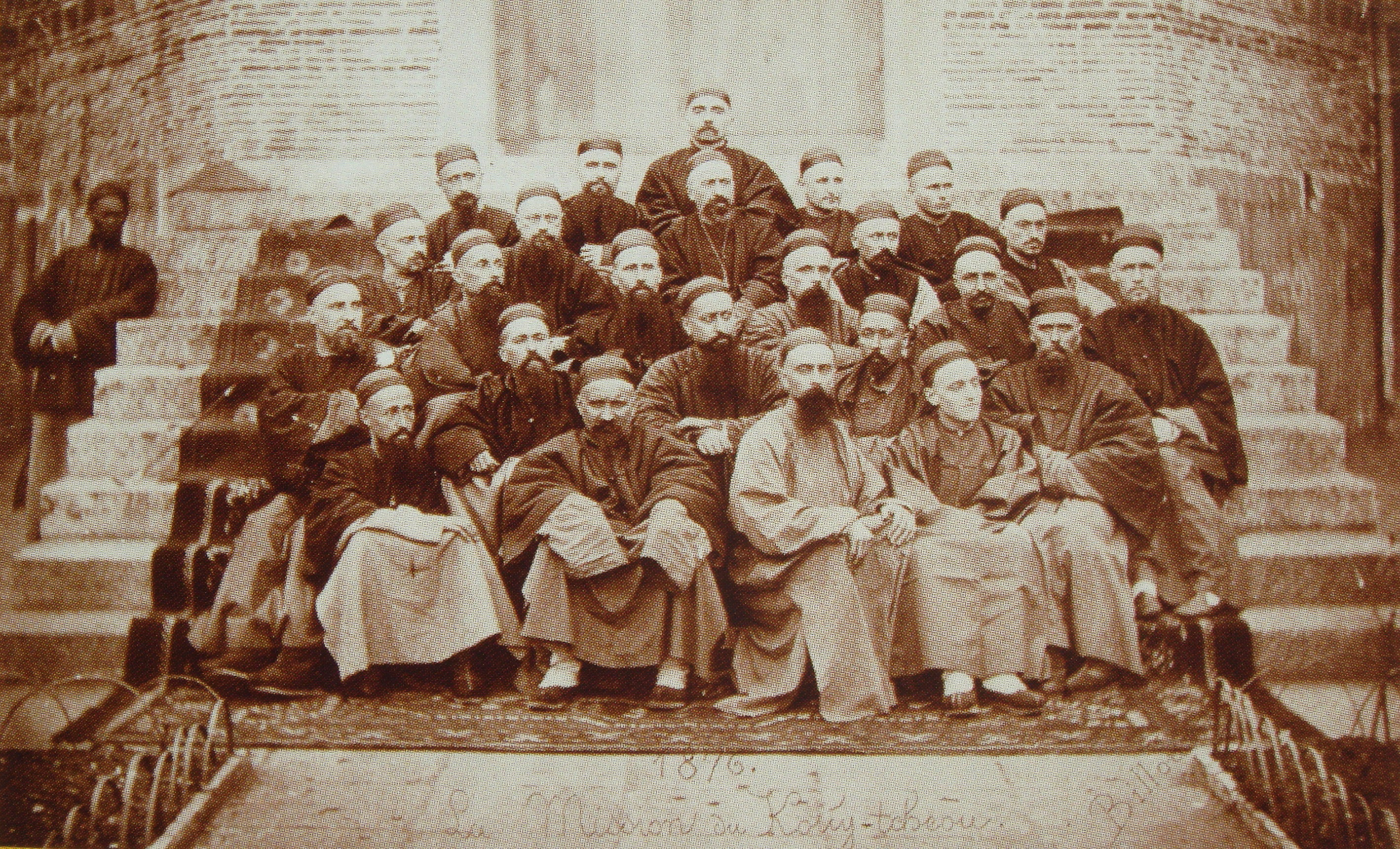
1876年巴黎外方传教会神父在贵州合影

巴黎外方传教会（法語：Missions étrangères de Paris, M.E.P.）法国天主教的男性使徒生活团，1659年成立于巴黎，1664年得到教宗的批准。总部设在巴黎。它与传统的天主教修会不同，是历史上最早的全力从事海外传教的天主教组织。
巴黎外方传教会主要在亚洲从事传教工作，包括越南、柬埔寨、泰国、韩国、日本、台湾、香港等地。

## 中国大陆
历史上，中國西南地區、两广和东北，乃至西藏的边境地带，都是巴黎外方传教会重要的传教区。巴黎外方传教会于1680年到达清朝福建省，禁教时期在四川省坚持秘密传教（參見四川天主教），此后在中国陆续开辟的教区有：成都教區（四川，1696年）、昆明總教區（雲南，1696年）、貴陽總教區（貴州，1696年）、奉天總教區（遼寧，1840年）、康定教區（西藏—四川，1846年）、重慶總教區（四川，1856年）、廣州總教區（廣東，1858年）、叙府教區（四川，1860年）、寧遠教區（四川，1910年）、南寧總教區（廣西，1875年）、吉林教區（吉林，1898年）、汕頭教區（廣東，1914年）、北海教區（廣東，1920年）、安龍教區（貴州，1922年）等14个。
在中国殉道而死的传教士有四川的徐德新主教（Gabriel-Taurin Dufresse）、廣西的马赖神父（Auguste Chapdelaine）、貴州的文乃尔神父（Jean-Pierre Néel）等多人。
傳教區地圖

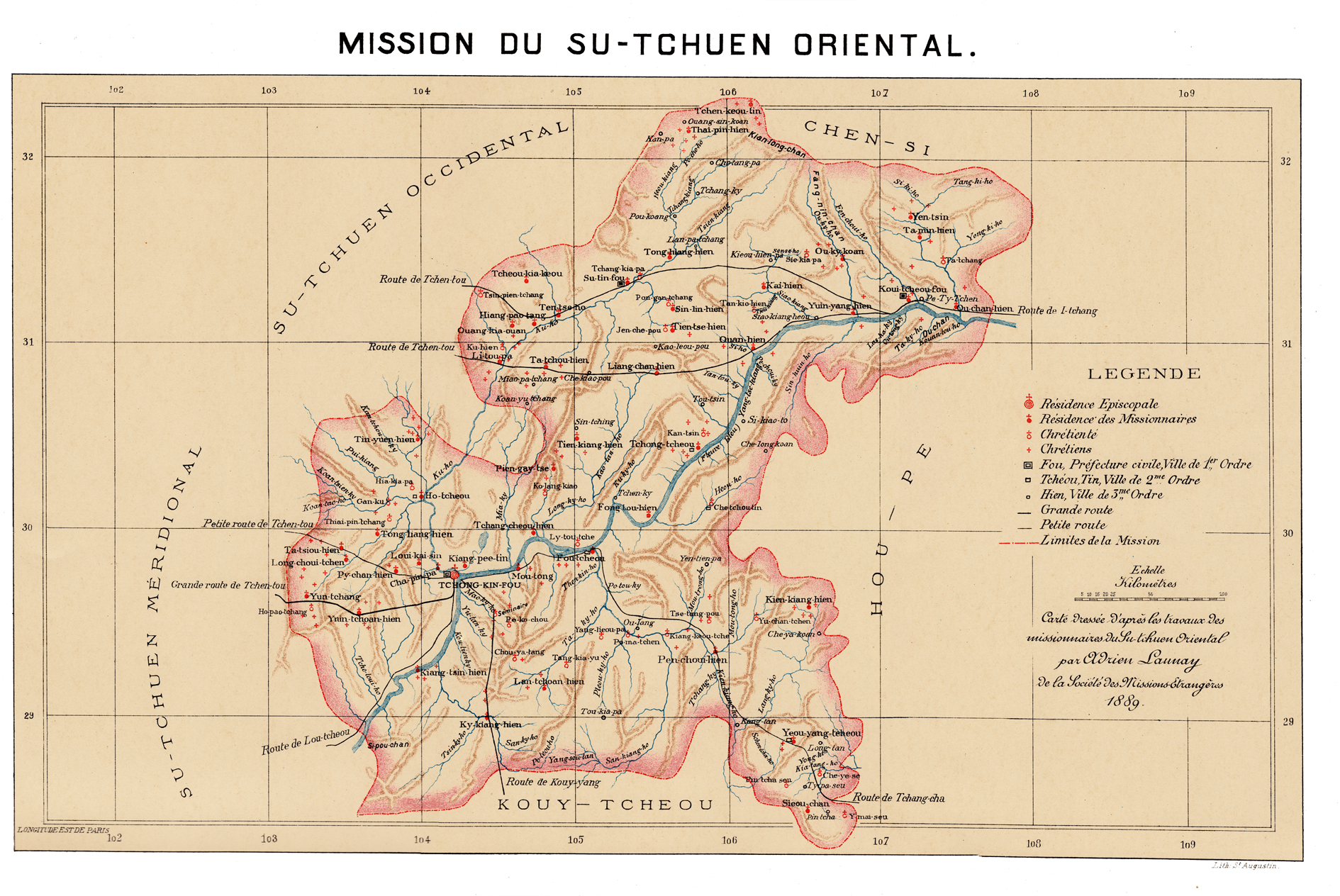
四川東境傳教區
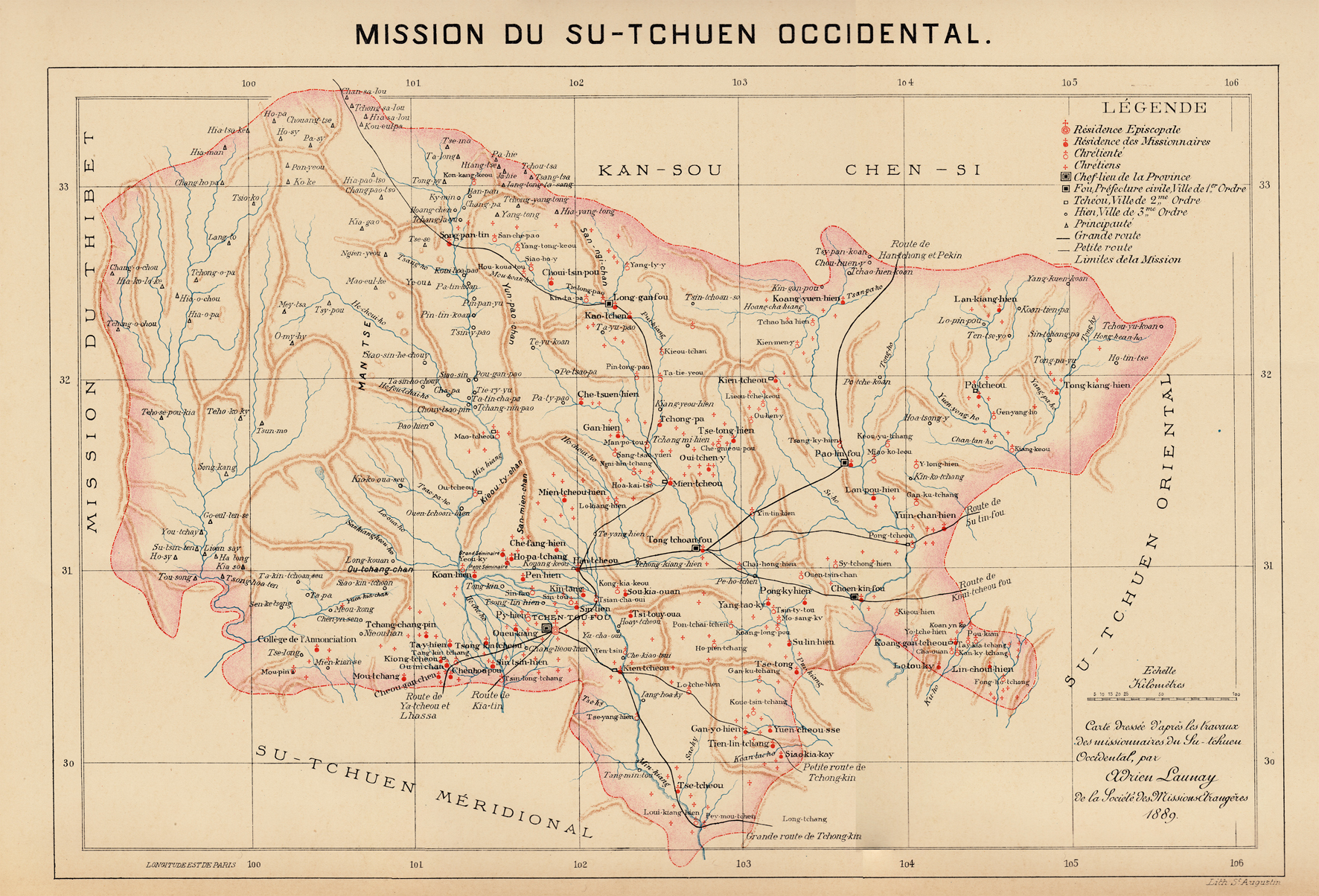
四川西境傳教區
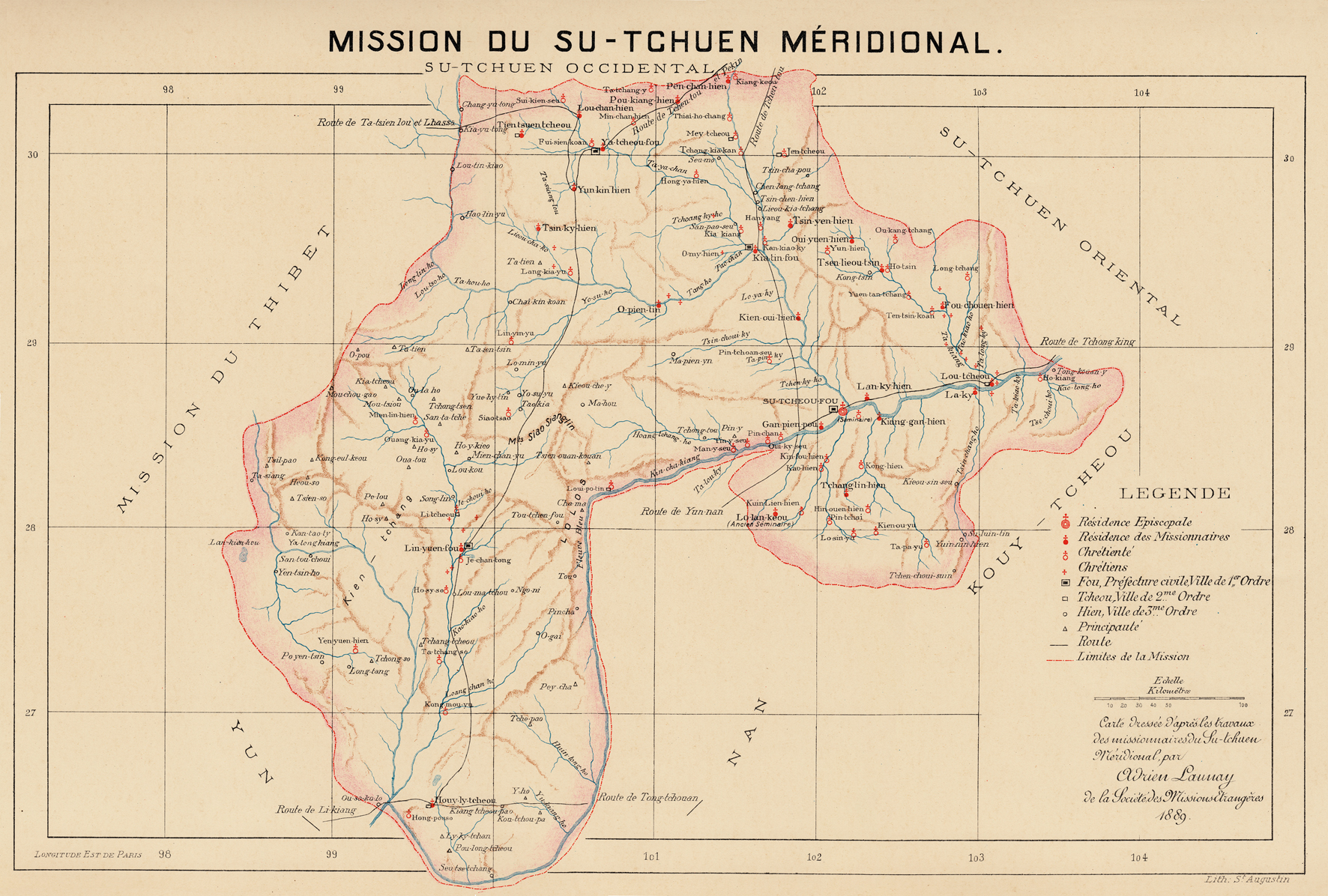
四川南境傳教區
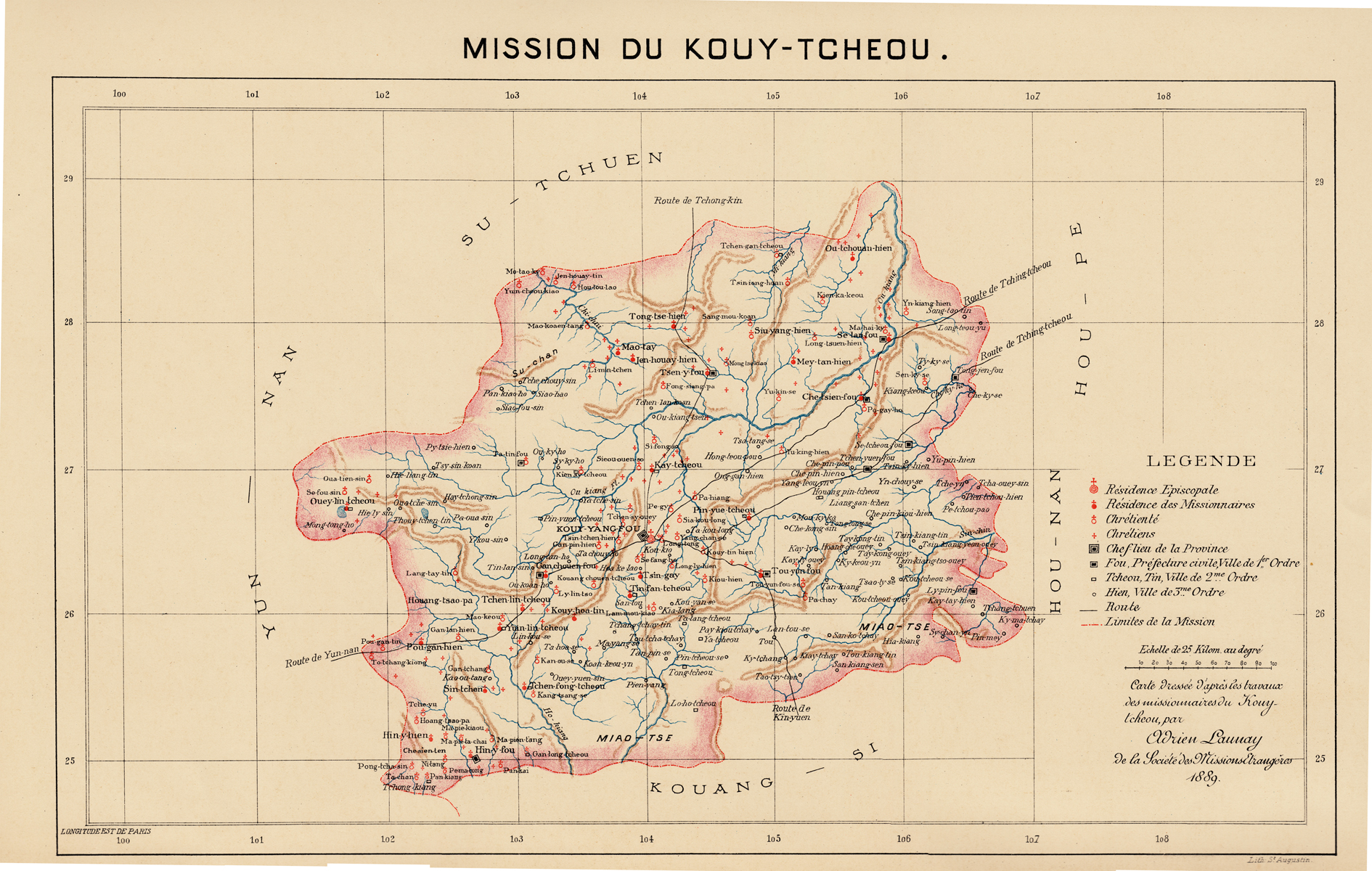
貴州傳教區
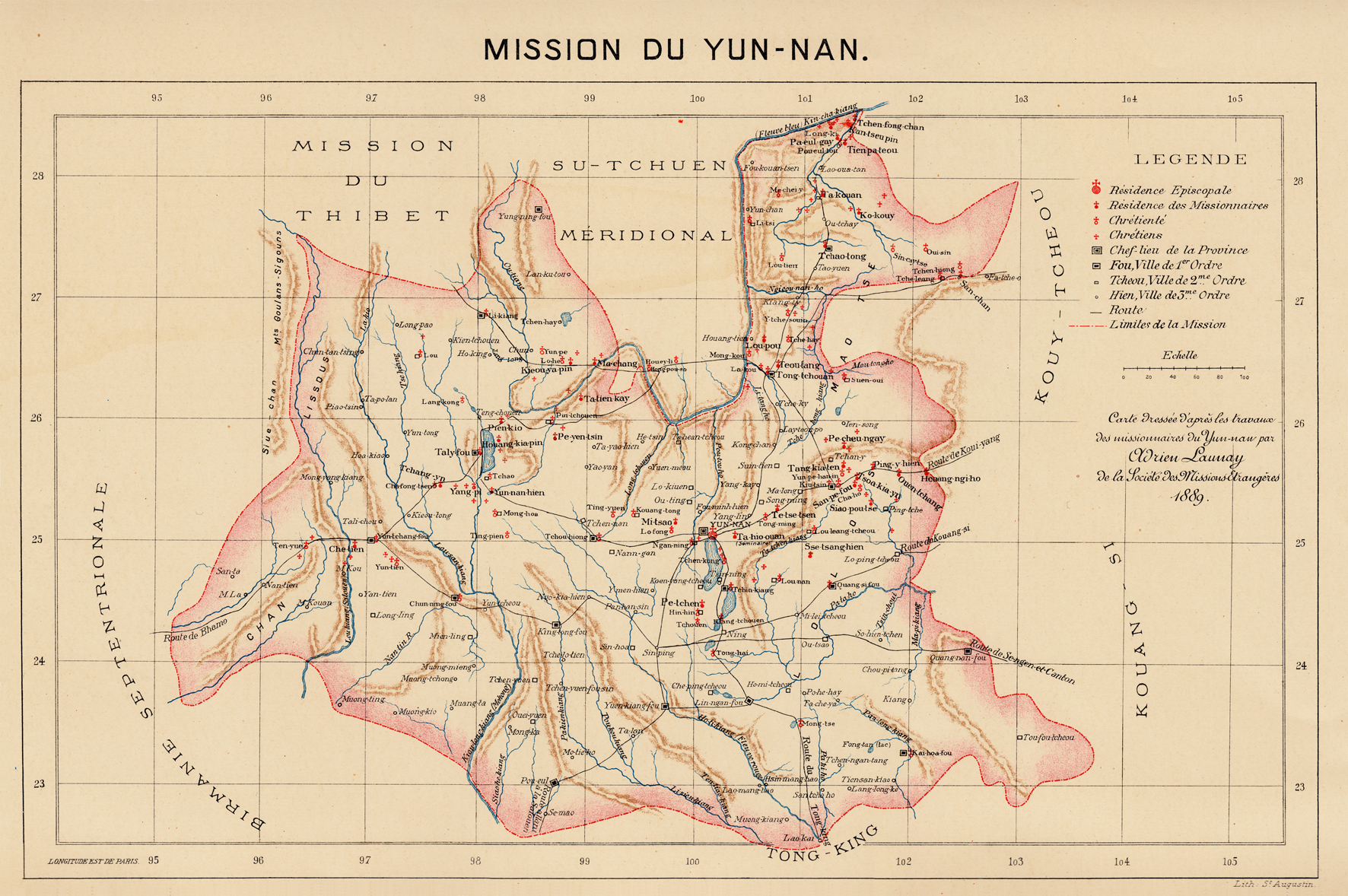
雲南傳教區
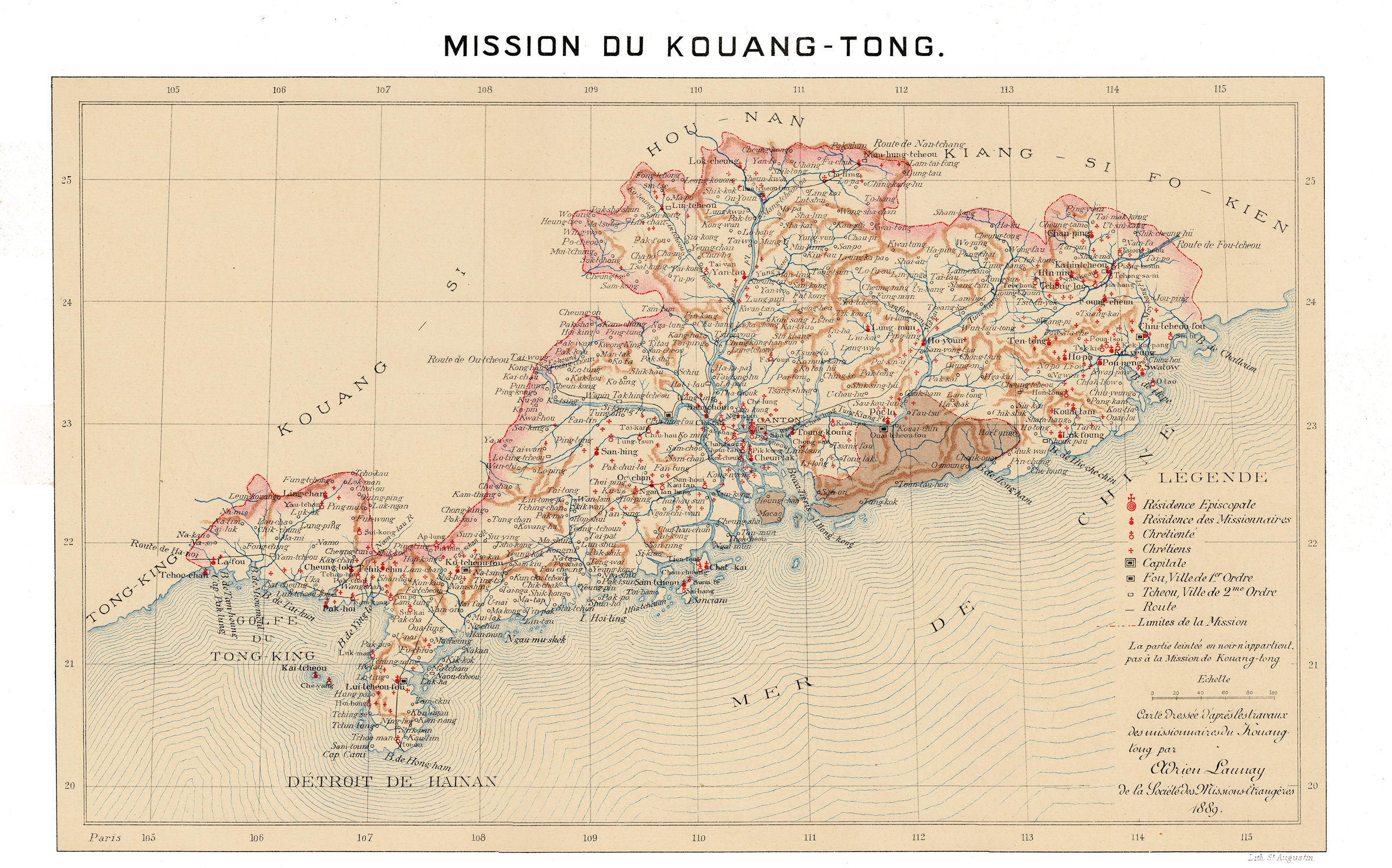
廣東傳教區
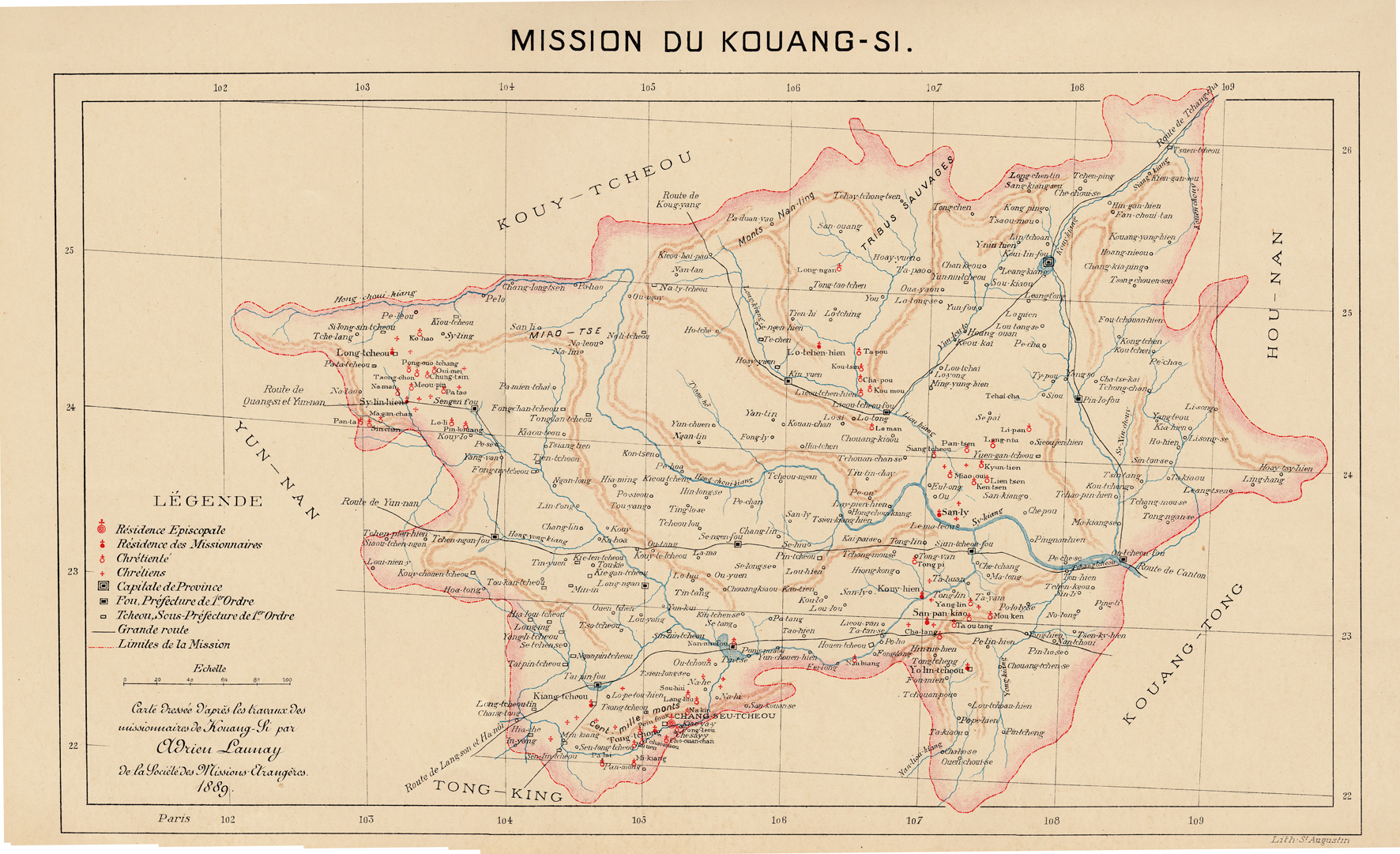
廣西傳教區
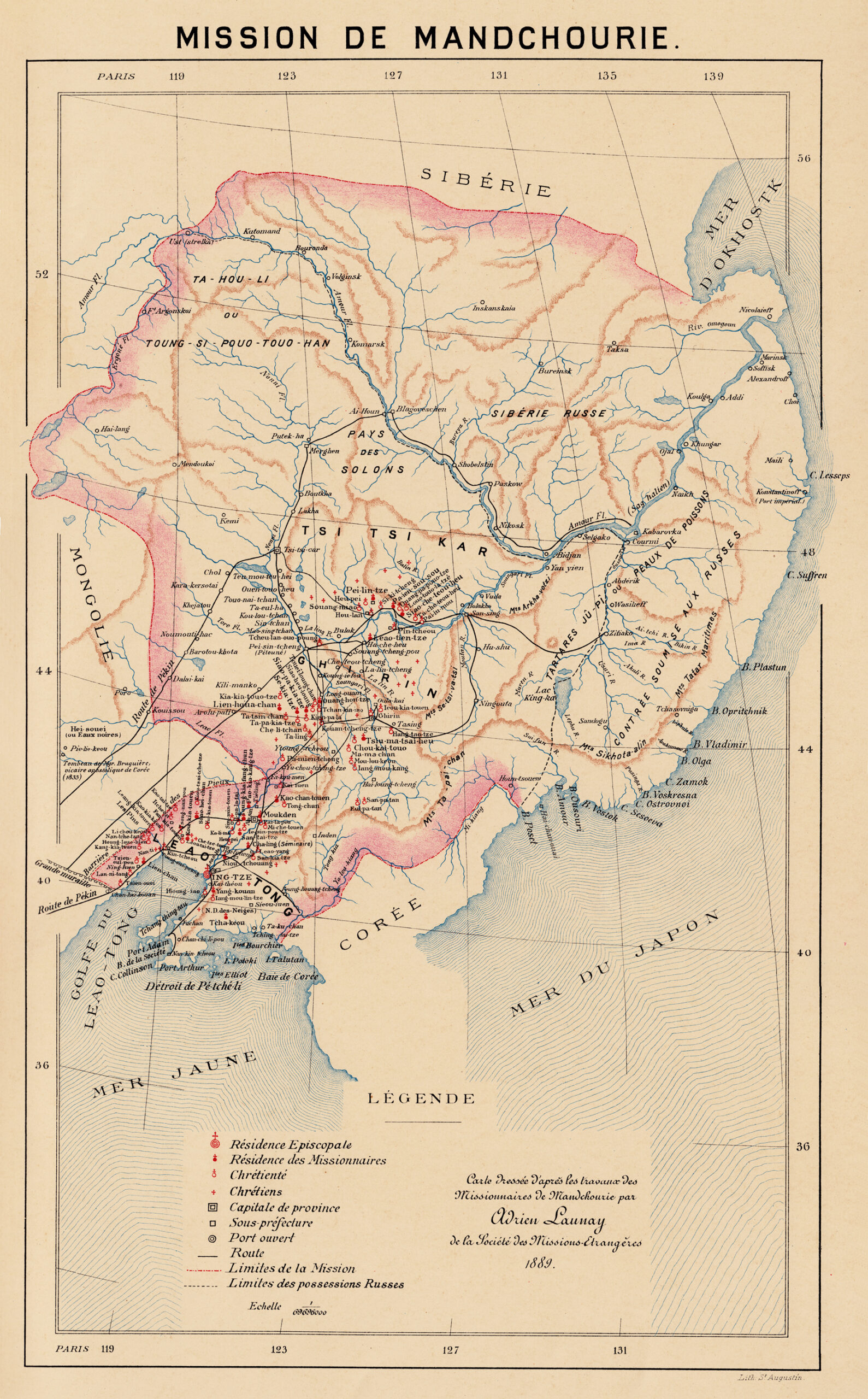
滿洲傳教區
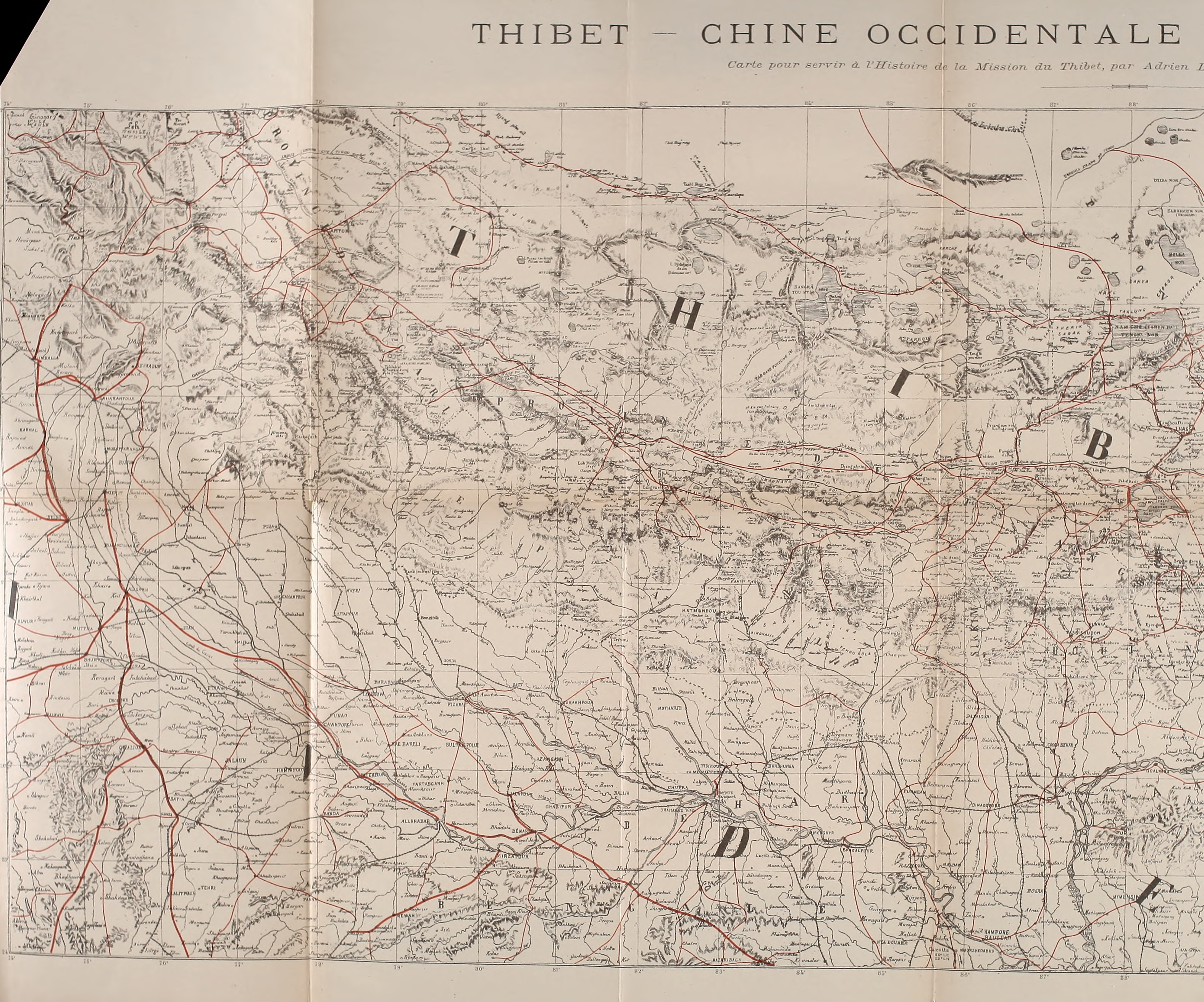
西藏傳教區（左半部份）
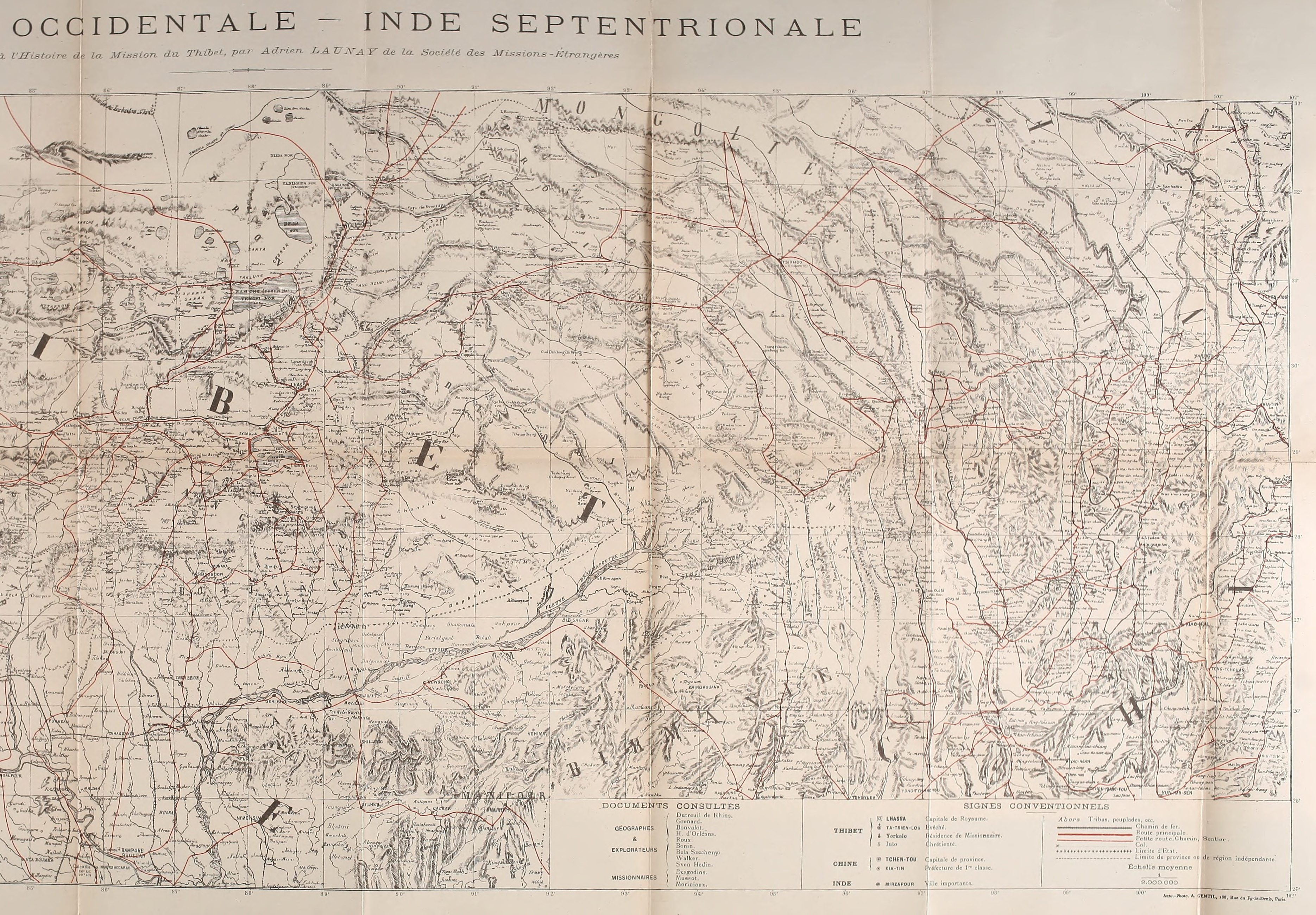
西藏傳教區（右半部份）

## 台灣
1953年，巴黎外方傳教會接受傳教使命，派遣修會傳教士至台灣服務，起始的服務區域就在1952年8月7日教廷甫成立的花蓮教區。
秉持著當年教宗對修會的指引，來台服務的會士深入花東區域的各個村莊，改善地方生活、提供生活協助。而花東族群文化多元，為台灣原住民族居住地（多為阿美族、布農族）。倚著地理環境近似傳教士故鄉的心境，以及融入族群文化的精神，初代來台的傳教士們集資協助原住民修築房屋、農具，更有傳教士成立儲蓄互助社，協助原住民族建立儲蓄觀念，改善生活。

另外，傳教士意識到語言和傳教間的關係，為使更能貼近居民，傳教士致力學習原住民語，在傳教上編纂各族語經本，編纂阿美族語字典等，為原住民族文化與族語保留做出貢獻。

而初期傳教士為花東地區居民做出的服務與貢獻，不僅在生活上給予奉獻，其精神與實質改變皆影響深遠至今。

代表人物

- 費聲遠主教（Bishop André-Jean Vérineux, 1897-1983 )，1952年來台。時任台灣花蓮教區監牧，花蓮教區署理主教。
- 馬優神父(Rev. Fr. Michel Maillot, 1927-2013)，1955來台
- 博利亞神父(Rev. Fr. Louis Pourias, 1930-2012)，1956年來台。編纂「阿美族語－法語字典」、「阿美族語字典」、「阿美族語聖經」。[3]
- 潘世光神父(Rev. Fr. Maurice Poinsot, 1932-2018)，1959來台。合力與博利亞神父編纂「阿美族語－法語字典」、「阿美族語字典」、「阿美族語聖經」，成立花蓮第一間儲蓄互助社。[4]
- 劉一峰神父(Rev. Fr.Yves Moal)，1966來台。接手顧超前神父成立的安德啟智中心工作，致力於照顧花蓮玉里地區身心受限者。[5]
- 賈士林神父(1927-2011)，1969來台。布農族彌撒經本編纂者。
- 杜愛民（Rev. Fr. Antoine Duris，1909年－1995年）

## 香港
- 法國外方傳道會大樓
- 伯大尼修院
- 拿撒勒樓

## 延伸閱讀
- Adrien Launay (1898) Histoire des missions de l’Inde, 5 vols.